# مارلين مانسن (فرقة)
فرقة مارلين مانسن هي فرقة روك اميركية من لوس آنجلس، كاليفورنيا. توصف الفرقة باستعمالها موسيقى الشوك روك، وتقوم أيضا باستعمال الهارد والجلام روك والهيفي والانديوستريل ميتل.
بدأت الفرقة في عام 1989 في فلوريدا وقد كان اسم الفرقة مارلين مانسن وسبوكي كيدز.
لقد قام كل فرد في الفرقة باختيار اسمائهم على النحو الاتي: المقطع الأول من الاسم يكون اسم امرأة معروفة فأما المقطع الثاني من الاسم يكون اسم قاتل تسلسلي معروف.
وفي السنوات المقبلة ابتعد الاعضاء الجدد عن طريقة التسمية الاصلية وقاموا باستخدام اسمائهم الحقيقة.
يستلم مارلين مانسن النقد على كلمات الاغاني في أغلب الأحيان لان اغانيهم تكون للمعاداة الدينيِة أو الجنس أو العنف أو المخدرات.

## روابط خارجية
- مارلين مانسن على موقع ميوزك برينز (الإنجليزية)
- مارلين مانسن على موقع أول ميوزيك (الإنجليزية)
- مارلين مانسن على موقع أول ميوزيك (الإنجليزية)
- مارلين مانسن على موقع ديسكوغز (الإنجليزية)
- مارلين مانسن على موقع ديسكوغز (الإنجليزية)